# Batrachotetrix scutellaris
Batrachotetrix scutellaris är en insektsart som först beskrevs av Walker, F. 1870.  Batrachotetrix scutellaris ingår i släktet Batrachotetrix och familjen Pamphagidae. Inga underarter finns listade i Catalogue of Life.